# Venustiano Carranza (San Pedro)
Venustiano Carranza también conocido como San Pedro es una localidad de México localizada en el municipio de Zimapán en el estado de Hidalgo.

## Historia
Mediante el decreto número 340 del 1 de mayo de 1935, se cambió oficialmente el nombre de localidad de San Pedro a Venustiano Carranza.

## Geografía
Se encuentra en la Sierra Gorda, le corresponden las coordenadas geográficas 20° 45’ 10.549” de latitud norte y 99° 20’ 00.643” de longitud oeste, con una altitud de 1862 m s. n. m. En cuanto a fisiografía se encuentra en la provincia del Eje Neovolcánico, dentro de la subprovincia de Llanuras y Sierras de Querétaro e Hidalgo; su terreno es de sierra. En lo que respecta a la hidrografía se encuentra posicionado en la región del Pánuco, dentro de la cuenca del río Moctezuma. Cuenta con un clima semiseco templado.

## Demografía
En 2020 registró una población de 904 personas, lo que corresponde al 2.26 % de la población municipal. De los cuales 423 son hombres y 481 son mujeres.
| Gráfica de evolución demográfica de Venustiano Carranza entre 1900 y 2020 |
|                                                                           |
| Población registrada por los censos y conteos del INEGI.                  |